# Parc d'Asukayama

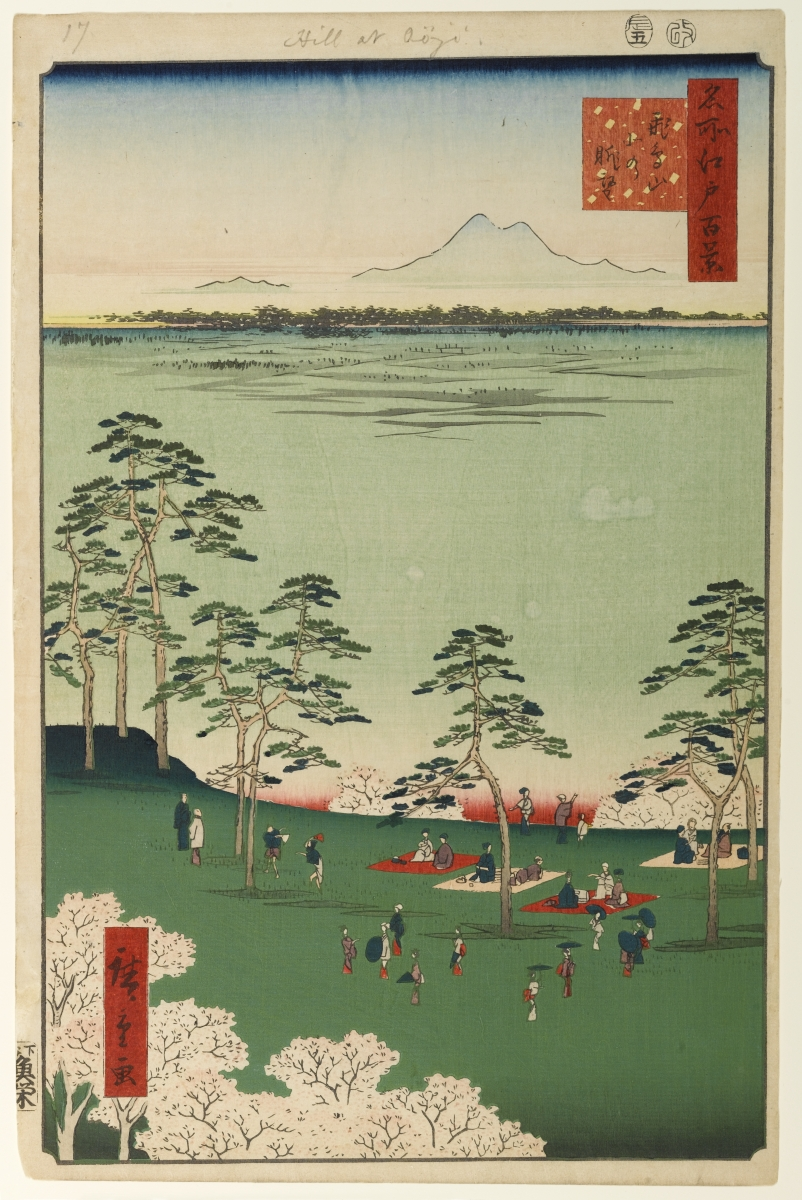
Hiroshige

Le parc d'Asukayama (飛鳥山公園, Asukayama Kōen) est un parc public situé dans l'arrondissement de Kita à Tokyo.

## Histoire
Au début du XVIIIe siècle, le shogun Tokugawa Yoshimune plante de nombreux cerisiers dans la zone et ouvre l'espace pour le divertissement des Edokko, c'est-à-dire des habitants d'Edo,. Le parc est officiellement créé, avec le parc d'Ueno, le parc de Shiba, le parc d'Asakusa et le parc de Fukagawa en 1873 par le Dajō-kan, en tant que premiers jardins publics du Japon. En 1998, trois musées sont ouverts au sein du parc, conçus par AXS Satow : le Kita City Asukayama Museum (北区飛鳥山博物館), le musée mémorial Shibusawa Eiichi (渋沢史料館) et le musée du papier (紙の博物館),.